# Bernard Malgrange

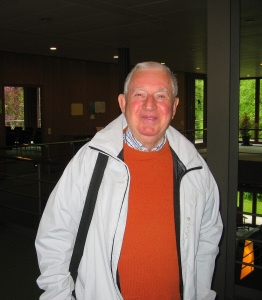
Bernard Malgrange am Workshop Arithmetic and Differential Galois Groups beim Mathematischen Forschungsinstitut Oberwolfach, 2007

Bernard Malgrange (* 6. Juli 1928 in Paris; † 5. Januar 2024 in Grenoble) war ein französischer Mathematiker, der sich mit partiellen Differentialgleichungen beschäftigte.

## Werdegang
Malgrange besuchte 1947 bis 1951 die École normale supérieure und wurde 1955 bei Laurent Schwartz an der Universität Nancy promoviert (Existence et approximation des solutions des équations aux dérivées partielles et des équations de convolution). Während dieser Zeit war er Attaché de recherche (wissenschaftlicher Mitarbeiter) des CNRS. Ab 1955 war er Maître de conférences und danach Professor in Straßburg. 1960 wurde er Maître de conférences an der Faculté des Sciences in Paris und 1962 Professeur titulaire. 1965 bis 1969 war er Professor an der Universität Paris-Süd in Orsay, ab 1969 an der Universität Joseph Fourier Grenoble I. Ab 1973 war er Directeur de recherche des CNRS in Grenoble am Institut Fourier.
Malgrange wurde unter anderem für den Satz von Malgrange-Ehrenpreis über die Existenz greenscher Funktionen von linearen partiellen Differentialoperatoren mit konstanten Koeffizienten bekannt. Er arbeitete auch über die Singularitäten differenzierbarer Abbildungen (Vorbereitungssatz von Malgrange) und die algebraische Theorie der Differentialgleichungen.
Im Jahre 1988 wurde er in die französische Akademie der Wissenschaften aufgenommen, wo er schon seit 1977 korrespondierendes Mitglied war. 1961 erhielt er den Prix Carrière der französischen Akademie der Wissenschaften. 1978 wurde er Ehrendoktor der Universität Genf. 1966 hielt er einen Plenarvortrag auf dem Internationalen Mathematikerkongress in Moskau (Théorie locale des fonctions differentiables). 1985 war er Präsident der Société Mathématique de France.
Zu seinen Doktoranden zählt Salah Baouendi.
Er starb am 5. Januar 2024 im Alter von 95 Jahren.

## Schriften
- Ideals of differentiable functions. Oxford University Press, 1966.
- Équations différentielles à coefficients polynomiaux. Birkhäuser, Progress in Mathematics, 1991.